# Stazione di Borgo Rivo
La stazione di Borgo Rivo è una fermata ferroviaria della Ferrovia Centrale Umbra. Si trova in località Borgo Rivo, nel comune di Terni.
È gestita da Rete Ferroviaria Italiana.

## Movimento
Al 2024, la stazione è priva di traffico ferroviario.